# لانا موريس
لانا موريس (بالإنجليزية: Lana Morris)‏ هي ممثلة بريطانية، ولدت في 11 مارس 1930 في المملكة المتحدة، وتوفيت بنفس المكان في 28 مايو 1998 بسبب نوبة قلبية.

## وصلات خارجية
- لانا موريس على موقع IMDb (الإنجليزية)
- لانا موريس على موقع ألو سيني (الفرنسية)
- لانا موريس على موقع أول موفي (الإنجليزية)
- لانا موريس على موقع قاعدة بيانات الأفلام السويدية (السويدية)
- لانا موريس على موقع قاعدة بيانات الفيلم (الإنجليزية)
- لانا موريس على موقع كينوبويسك (الروسية)